# Prionopeltis flaviventer
Prionopeltis flaviventer är en mångfotingart som beskrevs av Carl Graf Attems 1898. Prionopeltis flaviventer ingår i släktet Prionopeltis och familjen orangeridubbelfotingar. Inga underarter finns listade i Catalogue of Life.